# Olga Duhamel-Noyer
Olga Duhamel-Noyer, née en 1970 à Montréal, est une éditrice et écrivaine québécoise.

## Biographie
Titulaire d'un doctorat en théorie et épistémologie de littérature de l'Université de Montréal, elle est directrice littéraire de la maison d'édition Héliotrope.

## Œuvre
- Highwater, 2006
- Destin, Montréal, Héliotrope, 2009, 155 p.[3]
- Le Rang du cosmonaute, Montréal, Héliotrope, 2014, 218 p.[4]
- Mykonos, Héliotrope, Montréal, 2018, 120 p.[5]
- Une autre vie est possible, Héliotrope, Montréal, 2021, 174 p.